# Yūki Masakatsu
Yūki Masakatsu (结城政胜, ,  1503 - 2 de setembro de 1559) foi um samurai do Período Sengoku . Era o líder do Clã Yūki  . Filho de Yūki Masatomo, como líder do clã, desenvolveu em 1556 um código de leis do  han ( bunkoku-ho)  que seriam conhecidas como Novas leis da Clã Yuki (结城氏法度, Yūki-shi Hatto) 
| Precedido por Yūki Masanao | - Líder do Clã Yūki-Matsudaira 1532–1559 | Sucedido por Yūki Harutomo |
| Precedido por Yūki Masanao | Daimyō de Yūki 1532–1559                 | Sucedido por Yūki Harutomo |